# Aeroportul Merty Merty
Aeroportul Merty Merty (IATA: RTY, ICAO: YMYT) este un aeroport din Australia de Sud, Australia ce deservește zona Merty Merty⁠(d).
Situat la o altitudine de 32 m, aeroportul dispune de o singură pistă.